# مارتا لوپس
مارتا لوپس (اسپانیایی: Marta López‎؛ زادهٔ ۴ فوریهٔ ۱۹۹۰) بازیکن هندبال زن اهل اسپانیا است.